# Virus del mosaico de la yuca
Virus del mosaico de la yuca es el nombre común que se utiliza para referirse a cualquiera de las once especies diferentes de virus fitopatógenos del género Begomovirus. El virus del mosaico africano de la yuca (ACMV), el virus del mosaico de la yuca de África oriental (EACMV) y el virus del mosaico de la yuca de Sudáfrica (SACMV) son especies distintas de virus circulares de ADN monocatenario que son transmitidos por moscas blancas y propagan el virus principalmente a través de las plantas de yuca; estos casos hasta ahora sólo se han documentado en África. En la India y las islas vecinas ( virus del mosaico de la yuca de Sri Lanka, SLCMV) se encuentran especies afines del virus (virus del mosaico de la yuca de la India, ICMV), aunque la yuca se cultiva también en América Latina y el sudeste de Asia. Se han identificado nueve especies de geminivirus que infectan la yuca entre África y la India sobre la base de la secuenciación genómica y el análisis filogenético. Es probable que este número aumente debido a una alta tasa de transformación natural asociada con el CMV. 
Los virus son miembros de la familia Geminiviridae y del género Begomovirus. El primer informe de la enfermedad del mosaico de la yuca (DMC) provino de África oriental en 1894.  Desde entonces, se han producido epidemias a lo largo de todo el continente africano, lo que ha provocado grandes pérdidas económicas y una hambruna devastadora.  En 1971, el Instituto Internacional de Agricultura Tropical de Nigeria estableció y utilizó una línea más resistente de yuca, el huésped predominante del patógeno. Esta resistencia funcionó como un control eficaz durante muchos años. Sin embargo, a finales del siglo XX, un virus más virulento estalló en Uganda y se extendió rápidamente a África Oriental y Central.  Posteriormente se descubrió que esta cepa altamente virulenta era una combinación o quimera de dos especies distintas de Begomovirus.
La CMD se maneja principalmente a través de prácticas de fitosanidad, que proporcionan una mejor vigilancia en los cultivos, así como mediante el uso de cría de resistencia convencional. Además, el manejo de vectores y la protección cruzada ayudan a minimizar la transmisión y el desarrollo de síntomas.  Si bien las prácticas de manejo son útiles, la alta tasa de recombinación y coinfección de los virus ha hecho que la CMD sea una de las enfermedades más perjudiciales que afectan el suministro de alimentos en África. 

## Huéspedes y síntomas

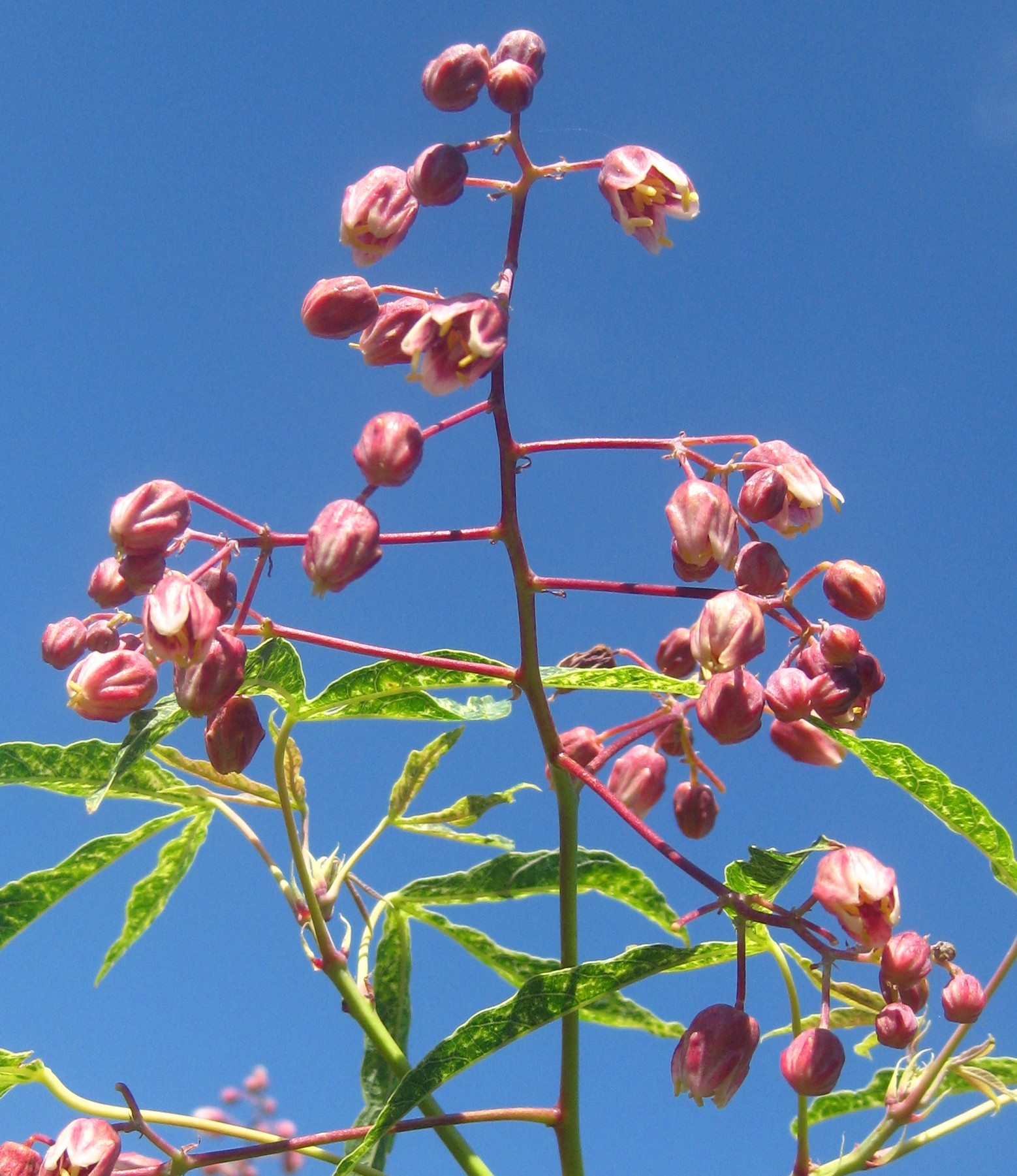
La inflorescencia de la yuca (Manihot esculenta, familia Euphorbiaceae), un cultivo de tubérculos tropicales. Muruwere, provincia de Manica de Mozambique. Las hojas muestran síntomas de la enfermedad del mosaico de la yuca, causada por un virus.

La yuca se originó en América del Sur y se introdujo en África en tiempos relativamente recientes.  Se sabe que es un cultivo muy tolerante a la sequía con la capacidad de resistir incluso cuando se cultiva en suelos pobres. Cuando la yuca se cultivó por primera vez en África, se utilizó con fines subsidiarios, aunque ahora se considera uno de los cultivos alimentarios básicos más importantes de todo el continente africano. Su producción avanza hacia un sistema industrializado en el que el material vegetal se utiliza para una variedad de productos que incluyen almidón, harina y alimento para animales. 
Como la yuca se propaga vegetativamente, es particularmente vulnerable a los virus y, por lo tanto, los geminivirus de la yuca provocan grandes pérdidas económicas cada año. Cuando estos infectan una planta huésped, se activa el sistema de defensa de la planta. Las plantas utilizan el silenciamiento de genes para suprimir la replicación viral, aunque se ha descubierto que los begomovirus han desarrollado una proteína supresora que actúa en contra de esta defensa natural del huésped. Debido a que diferentes especies de Begomovirus producen diferentes variantes de esta proteína supresora, la coinfección por múltiples especies generalmente conduce a síntomas de enfermedades más graves. 
Inicialmente, después de la infección de un geminivirus en la yuca, se desarrollan síntomas sistémicos.  Estos síntomas incluyen mosaico clorótico de las hojas, distorsión de las hojas y retraso en el crecimiento, las hojas desarrollan un color amarillo a verde claro. Los tallos de las hojas tienen una forma de S característica. La planta puede superar la infección, especialmente cuando los síntomas aparecen rápidamente. Un inicio lento del desarrollo de la enfermedad generalmente se correlaciona con la muerte de la planta.
Aunque los geminivirus que infectan la yuca causan la mayor parte de su daño económico en la yuca, ya que pueden llevarla a no desarrollar tubérculos o bajar su producción, además que pueden infectar otras plantas. El rango de hospedadores depende de la especie de virus y la mayoría pueden transmitirse y causar enfermedades en plantas de los géneros Nicotiana y Datura.
Se ha detectado que la enfermedad del mosaico de la yuca se está extendiendo actualmente por el sudeste asiático.

## Agente causal y ciclo de la enfermedad
Los geminivirus de la yuca  son transmitidos de manera persistente por la mosca blanca Bemisia tabaci, por propagación vegetativa utilizando esquejes de plantas infectadas y ocasionalmente por medios mecánicos. La yuca produce sus primeras hojas entre 2 y 3 semanas después de la siembra; estas hojas jóvenes son luego colonizadas por las viruliferas moscas blancas. Este es el período de infección clave para los geminivirus CMD, ya que no pueden infectar plantas más viejas, normalmente se da en las hojas más jóvenes o en la base de la planta. Como el genoma de los virus tiene dos componentes, ADN A y B, que están encapsulados en partículas geminadas separadas, se requiere una doble inoculación para causar la infección. 
Generalmente, la mosca blanca requiere 3 horas de alimentación para adquirir el virus, un período de latencia de 8 horas, luego de las cuales necesita 10 minutos para infectar las hojas jóvenes o la base. Sin embargo, existe una variación en la literatura especializada en este puntaje, con otras fuentes que citan un tiempo de adquisición de 4 horas y un período de latencia de 4 horas. Los síntomas aparecen después de un período de latencia de 3-5 semanas.  Las moscas blancas adultas pueden continuar infectando plantas sanas 48 horas después de la adquisición inicial del virus. Una sola mosca blanca es suficiente para infectar a la planta huésped; sin embargo, la transmisión exitosa aumenta cuando múltiples moscas blancas infectadas se alimentan de la planta.
Después de ingresar a la planta a través de las hojas, el virus permanece en las células de las hojas durante 8 días. Como es un virus de ADN monocatenario, necesita ingresar al núcleo de las células de la hoja para replicarse. Después de este período inicial, el virus ingresa al floema y viaja a la base del tallo y sale hacia las ramas. El viaje a las ramas de la planta es mucho más lento que a través del tallo, por lo que los esquejes de ramas de tallos infectados pueden estar libres de enfermedades.

## Ambiente
La gravedad de la enfermedad del mosaico de la yuca se ve afectada por factores ambientales como la intensidad de la luz, el viento, las precipitaciones, la densidad de las plantas y la temperatura. Dado que los virus son transmitidos por la mosca blanca, la propagación del virus dependerá en gran medida del vector. La temperatura es el factor ambiental más importante que controla el tamaño de la población de vectores.  En las investigaciones, las estimaciones de temperatura preferidas por vector varían de 20 °C hasta 30 °C  hasta 27 °C hasta 32 °C  pero generalmente altas temperaturas asociadas con alta fecundidad, rápido desarrollo y mayor longevidad en la mosca blanca. Se ha demostrado que el aumento de la intensidad de la luz aumenta la actividad del vector de la mosca blanca. 
Las moscas blancas pueden volar a velocidades de hasta 0,2mph, y en condiciones de vientos fuertes pueden moverse distancias mucho mayores en un tiempo más corto, aumentando así la tasa de propagación del virus y mayores daños a los cultivos.  Esta propagación dependiente del viento se refleja en la ubicación de la mosca blanca en los campos de yuca, con poblaciones mayores en las fronteras contra el viento y más bajas dentro del campo. 
La incidencia de virus aumenta cuando la yuca crece vigorosa y robusta. Por lo tanto, la densidad de plantas afecta la propagación del virus, con campos de baja densidad que fomentan una propagación de enfermedades más rápida que los de alta densidad. En las zonas secas, las lluvias pueden ser un factor limitante para el crecimiento de la yuca, por lo que una mayor precipitación se asociará con una mayor incidencia de enfermedades. Las poblaciones de mosca blanca aumentarán con las lluvias, pero las lluvias intensas pueden impedir la propagación de la mosca blanca y, por lo tanto, disminuir la incidencia del virus. 
El momento de la siembra puede desempeñar un papel importante en la gravedad de la enfermedad; la yuca sembrada en marzo muestra una tasa de incidencia de CMV del 74%, en comparación con el 4% en agosto, estableciendo un patrón distintivo muy grande. La distribución estacional del virus variará con el clima. En climas tipo bosque lluvioso tropical, donde es húmedo la mayor parte del año, la distribución rápida del virus ocurrió de noviembre a junio, y el progreso lento ocurrió de julio a septiembre. Este momento se correlacionó con temperaturas más altas y más bajas. En un estudio de la enfermedad en Costa de Marfil de África, la tasa máxima de propagación de la enfermedad se alcanzó dos meses después de la siembra. Después de tres meses se produce poca o ninguna infección y la variación en la propagación se debe al cambio en la temperatura, la radiación y los niveles de población de mosca blanca.

## Estrategias de control
Las estrategias de control de la enfermedad del mosaico de la yuca incluyen dos sistemas, el saneamiento y la resistencia de las plantas. En este caso, saneamiento significa usar esquejes de plantas sanas para comenzar con una parcela sana y mantener esa parcela sana identificando las plantas no saludables y eliminándolas inmediatamente. Esta estrategia no los protege de ser inoculados por moscas blancas, pero la investigación muestra que el virus es más agresivo en plantas infectadas por esquejes contaminados que por insectos vectores. En el caso de la resistencia, hay variedades específicas que se comportan mejor contra algunos virus que contra otros, por lo que la resistencia de las plantas es posible. Por ejemplo, se ha demostrado que los híbridos que son el resultado del cruce de yuca y otras especies, como Manihot melanobasis y M. glaziovii, tienen una resistencia considerable al CMV. 
Los métodos de prevención de la propagación del CMV incluyen evitar plantar anfitriones alternativos del virus, como el ricino ( Ricinus communis ), adyacente a la yuca, evitar plantar yuca si los campos vecinos tienen yuca infectada con el virus, ya que estos podrían ser transportados por moscas blancas. Los métodos de prevención también incluyen no plantar anfitriones alternativos del vector del virus Mosca blanca, por ejemplo, tomate.
El programa impulsado por CABI , Plantwise, sugiere el cultivo intercalado con cereales y leguminosas, como maíz o caupí, para repeler la mosca blanca y rotar la yuca con cultivos no anfitriones, incluido el sorgo.
El Ministerio de Agricultura, Seguridad Alimentaria y Cooperativas de Tanzania recomienda arrancar las plantas enfermas una vez a la semana sacándolas a mano. Las plantas deben sacarse del campo y exponerse a la luz del sol para que se sequen y luego quemarlas para eliminar el virus.

## Importancia
Principalmente cultivada como fuente de alimento en África, la yuca es la tercera fuente más grande de carbohidratos en el mundo.  En los últimos tiempos, la producción de yuca ha pasado de la subsistencia a la producción comercial, de ahí la importancia de vigilar su producción. 
El CMD se describió por primera vez en 1894 y ahora se considera uno de los virus de cultivos más dañinos del mundo. Se calcula que las pérdidas económicas por año en África Oriental y Central oscilan entre los 1,900 millones de dólares y los 2,700 millones de dólares. Aunque la yuca también se cultiva en América Latina y el sudeste asiático, los geminivirus que la infectan sólo se encuentran en África y el subcontinente indio. Esto se ha atribuido principalmente a la incapacidad de B. tabaci para colonizar la yuca de manera eficaz en esta parte del mundo. 